# Natasha Alam
Natasha Alam (ur. jako Natalja Anatoljewna Szymanczuk (ros. Наталья Анатольевна Шиманчук) 10 marca 1973 w Taszkencie) – rosyjska modelka i aktorka, pracująca w USA.

## Filmografia

### Filmy
- 2004 – Lost Focus jako Anastazia
- 2007 – The Sum of Our Choices jako Maria
- 2007 – Shadow Puppets jako Amber
- 2008 – In Twilight's Shadow jako Carlisle
- 2008 – Death Warrior jako Kira
- 2008 – Kobiety (The Women) jako Natasha
- 2009 – War Wolves jako Erika Moore (film TV)
- 2010 – The Black Belle jako Belle Gunness
- 2013 – Huff jako Laci
- 2014 – The Dead Sea jako Skipper
- 2015 – An Act of War jako Ivana
- 2016 – Eksperyment numer 12 (Project 12: The Bunker) jako Irina
- 2016 – The Code of Cain jako Sara Ogden
- 2018 – Beverly Hills Bandits jako Francine Reed
- 2020 – Aladdin jako Karma

### Seriale
- 2002 – Gliniarze bez odznak (Fastlane) jako Katiya Federov
- 2004 – Ekipa (Entourage) jako Anika
- 2004-2007 – Moda na sukces (The Bold and the Beautiful) jako Ava
- 2005 – Nowojorscy gliniarze (NYPD Blue) jako Elena
- 2005 – Poszukiwani (Wanted) jako Inez
- 2006 – Bez skazy (Nip/Tuck) jako Analise
- 2006-2009 – Jednostka (The Unit) jako rosyjska dziewczyna
- 2007 – American Heiress jako pijana dziewczyna
- 2010 – Czysta krew (True Blood[1]) jako Yvetta
- 2013 – Agenci NCIS: Los Angeles (NCIS: Los Angeles) jako Veronica Pisconov
- 2016 – U nas w Filadelfii (It's Always Sunny in Philadelphia) jako Tatiana